# El hombre de oro
El hombre de oro é uma telenovela mexicana, produzida pela Televisa e exibida em 1960 pelo Telesistema Mexicano.

## Elenco
- Rafael Banquells
- Magda Guzmán
- Angelines Fernández
- Beatriz Aguirre
- María Idalia
- Carlos Navarro